# Yrkeslegitimation
Ej att förväxla med tjänstekort, som tjänstemän på myndigheter (till exempel poliser) använder för att identifiera sig.
Yrkeslegitimation innebär att det finns ett lagrum som beskriver vilka krav som ska vara uppfyllda för att en sådan legitimation ska kunna utfärdas, av en behörig myndighet. Vanligtvis är det ett formellt intyg, ett dokument, som certifierar att man är behörig att utöva ett yrke. Myndigheter som utfärdar yrkeslegitimationer är Socialstyrelsen för hälso- och sjukvårdsyrken, Jordbruksverket för veterinärer och djursjukskötare och Skolverket för lärare. Beteckningen legitimerad får endast användas av den som genomfört den utbildning som krävs och i vissa fall fullgjort praktisk tjänstgöring enligt särskilda föreskrifter (se tabell), samt sökt och av berörd myndighet fått legitimation att utöva ett visst yrke, samt inte fått denna legitimation indragen.

## Etymologi
Legitim från mitten 1400-talet, lagenligt född/avlad, från mellanfranska legitimer och direkt från medeltida latinska legitimatus av legitimare göra laglig, förklarar sig vara laglig, från latin legitimus laglig ursprungligen fastställt i lag, i linje med lagstiftningen, från lex (genitiv legis) law  (se laglig). Överfört med innebörden äkta, genuin, verklig, dokumenterat från 1550-talet. Relaterat ord laglig.

## I Sverige
Legitimationen är ett uttryck för att en yrkesutövare står under samhällets tillsyn och har godkänts för yrkesverksamhet inom det område legitimationen avser. De som har en legitimation utfärdad av Socialstyrelsen står alltid under legitimationens krav, vilket innebär att personen inte kan ha ett vårdliknande yrke som inte baseras på vetenskap, t.ex. homeopatiska yrken, och måste föra journal om de utför vårdliknande uppgifter, t.ex. bedriver massageverksamhet.
I mars 2011 godkände riksdagen en lag om lärarlegitimation. Lagen innebär krav på legitimation för tillsvidareanställning av lärare. Vissa lärargrupper är undantagna från legitimationskravet och andra omfattas inte. Lagen skulle träda i kraft den 1 juli 2012, med särskilda övergångsregler att gälla fram till 2015. Skolverket kunde inte utfärda legitimationer i den takt man räknat med, och i april 2012 godkände regeringen en hemställan om att senarelägga det fastställda datumet, och kommer därför att föreslå riksdagen att krav på lärarlegitimation senareläggs till den 1 december 2013.
Bestämmelser om legitimationen finns i:
- Patientsäkerhetslag (SFS 2010:659)[6], vilken även reglerar ensamrätt till yrke, skyddad yrkestitel och skyddad specialistbeteckning för ett antal vårdyrken;
- Lag om behörighet att utöva veterinäryrket m.m. (SFS 1965:61).[7]
- Lag om verksamhet inom djurens hälso- och sjukvård (SFS 2009:302).[8]
- Förordning (2011:326) om behörighet och legitimation för lärare och förskollärare och utnämning till lektor. [9]

## Utomlands
I internationella sammanhang används samlingsbeteckningen "licensed practitioner of medicine" för läkare. En legitimerad sjuksköterska kallas "registered nurse".